# Erysichton lineata
Erysichton lineata är en fjärilsart som beskrevs av Murray 1874. Erysichton lineata ingår i släktet Erysichton och familjen juvelvingar. Inga underarter finns listade i Catalogue of Life.

## Släktskap
Enligt nya rön (Grund & Eastwood, 2010) ska denna art vara den enda kvarvarande arten i sitt släkte, sedan de andra arterna brutits ut till det nyskapade släktet Jameela.

## Bildgalleri

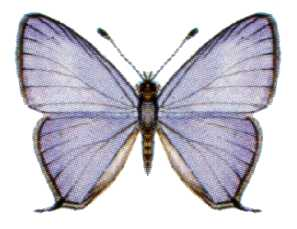